# 施瓦察塔尔
施瓦察塔尔（德語：Schwarzatal，發音：[ˈʃvaʁtsaˌtaːl]，意为“施瓦察河谷”）是德国图林根州萨尔费尔德-鲁多尔施塔特县的城市，面积25.99平方千米，2023年12月31日人口为3,355人。该市镇于2019年1月1日由市镇梅伦巴赫-格拉斯巴赫、莫伊瑟尔巴赫-施瓦茨米勒和上魏斯巴赫合并而成。